# Chassé-croisé
Chassé-croisé és una pel·lícula francesa escrita i dirigida per Arielle Dombasle, estrenada el 1982.

## Sinopsi
Apassionat per la música, Julien treballa tanmateix per a un escultor. Un dia, coneix la jove Hermine en una llibreria religiosa.

## Repartiment
- Pascal Greggory
- Arielle Dombasle
- Pierre Clémenti
- Alexandra Stewart
- Rosette
- Éric Rohmer
- Roman Polanski
- Marie Rivière
- Henri Seydoux
- Philippe Sollers
- Françoise Sagan
- Igor i Grichka Bogdanoff
- François-Marie Banier

## Crítiques
| « | Aquesta primera pel·lícula escrita per una actriu de teatre i cinema deu alguna cosa a Jacques Rivette per la seva trama misteriosa i les errades dels personatges i alguna cosa a Jean Cocteau per la seva atmosfera de realitat canviada poètica Ce premier film écrit par une actrice de théâtre et de cinéma doit quelque chose à Jacques Rivette pour son intrigue mystérieuse et les déambulations des personnages et quelque chose à Jean Cocteau pour son atmosphère de réalité décalée poétique. | » |

| « | Chassé-croisé, film «surrealista» amb un repartiment barroc que barreja herois rohmerians (Pascal Greggory, Rosette, Marie Rivière i la mateixa cineasta) i personalitats (els bessons Bogdanoff, Philippe Sollers, Roman Polanski...). | » |